# Harold Blackham

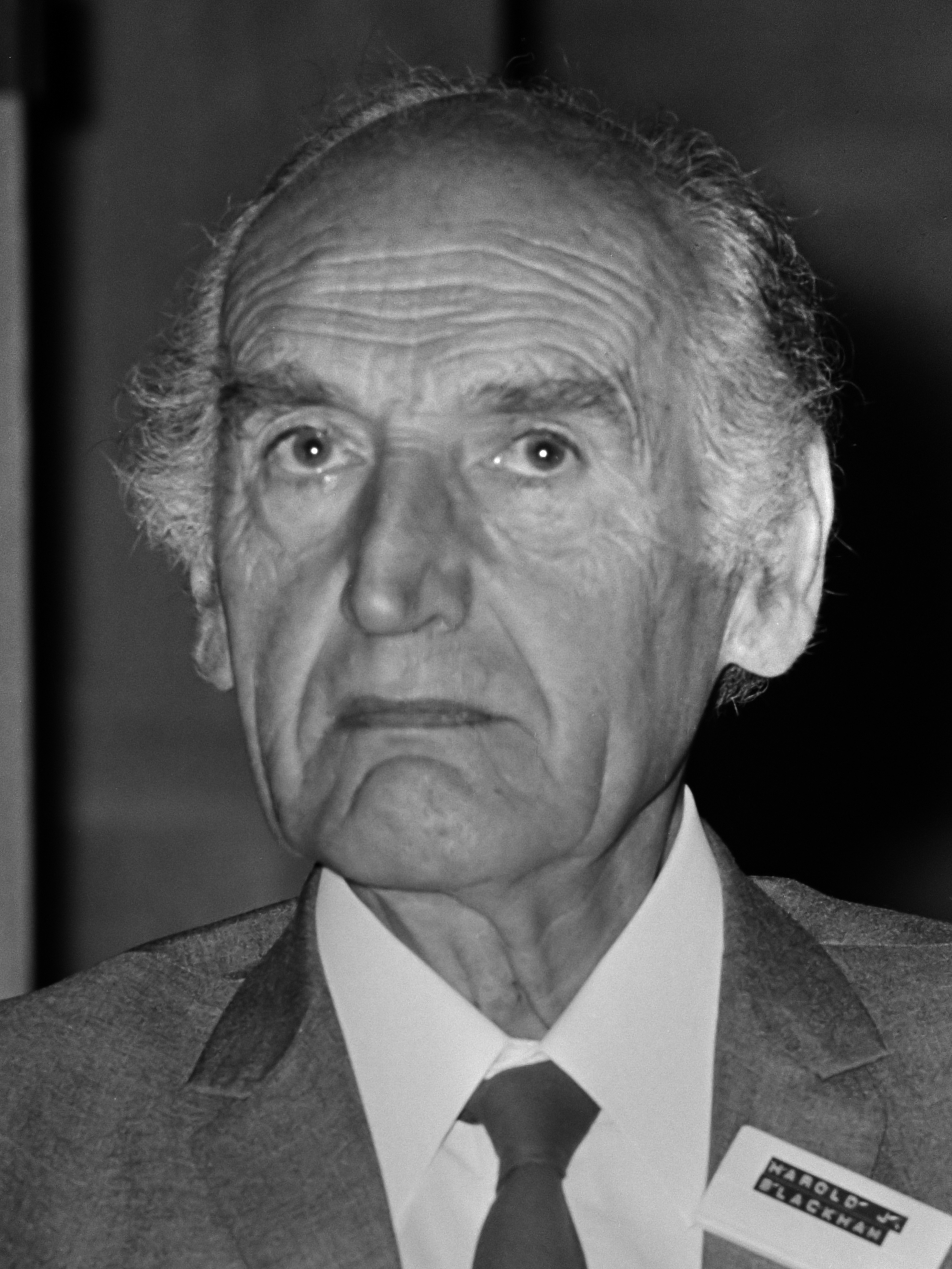
Harold Blackham (1974)

Harold John Blackham (Birmingham, 31 maart 1903 - Hereford, 23 januari 2009) was  een Brits humanist en schrijver van filosofische en historische werken.
Als lid van de Ethical Union zorgde hij ervoor dat deze organisatie steeds  meer afstand nam  van zijn religieuze inslag  en speelde hij een belangrijke rol in de omvorming ervan tot de  British Humanist Association. Basisstelling werd  dat ethiek los van religie staat.  Hij  werd in 1963 de eerste directeur  van de vereniging. Samen met onder meer de Nederlander Jaap van Praag, was hij was ook medestichter van de International Humanist and Ethical Union (IHEU), waarvan hij secretaris was van 1952 tot 1966. Zijn eerste boek was een verzameling essays onder de titel Living as a Humanist (1950). Fundamenteel geloofde hij dat dat  het humanisme  zowel een levenswijze als een denkwijze was. Zijn boek  Six Existentialist Thinkers  werd een bekend handboek op de universiteiten. Op latere leeftijd schreef hij nog The Fable as Literature  en het omvangrijke  historische overzicht,  The Future of our Past: from Ancient Greece to Global Village.

## Publicaties
- Bury, JB, met een historische  epiloog door HJ Blackham. A History of Freedom of Thought (2001). University Press of the Pacific. ISBN 0-89875-166-7
- The Future of our Past: from Ancient Greece to Global Village (1996). Prometheus Books. ISBN 1-57392-042-8
- The Fable as Literature (1985). London: Continuum International Publishing Group - Athlone. ISBN 0-485-11278-7
- Education for Personal Autonomy: Inquiry into the School's Resources for Furthering the Personal Development of Pupils (redacteur) (1977). London: Bedford Sq. Press. ISBN 0-7199-0937-6
- Humanists and Quakers: an exchange of letters (met Harold Loukes) (1969). Friends Home Service. ISBN 0-85245-011-7
- Humanism (1968). London: Penguin. (gepubliceerd door Harvester, 1976. Hardback ISBN 0-85527-209-0)
- Religion in a Modern Society (1966). London: Constable
- Objections to Humanism (redacteur) (1963). London: Constable. ISBN 0-09-450170-X  (gepubliceerd door Penguin, 1965. Paperback ISBN 0-14-020765-1)
- The Humanist Tradition (1953). London: Routledge.
- Six Existentialist Thinkers (1952). London: Routledge. ISBN 0-7100-1087-7
- Living as a Humanist (1950)